# Swamijee
Swamijee (* 1. November 1974 in Korbach; bürgerlich: Sonal Schönfeld) ist ein Pop-, Rock-, Hip-Hop-Produzent- und Songwriter-Musiker.

## Karriere

### Rich Kidz Album
Swamijee hat das Album Rich Kidz von Kay One mehrheitlich produziert. Es wurde am 25. Oktober 2013 veröffentlicht. Die Single Keep Calm (Fuck U) erschien am 18. Oktober 2013. Sie belegte Rang 11 in den deutschen Singlecharts, Platz 30 in der Schweiz und in Österreich konnten sie sich mit 15 platzieren. Die Single Ich hasse es dich zu lieben erschien am 25. Oktober 2013 und belegte Rang 52 in den deutschen Singlecharts. Die Single Beautiful mit Victoria Swarovski erschien am 26. September 2014 und belegte Platz 32 in den deutschen Singlecharts. Platz 64 in der Schweiz und in Österreich konnten sie sich mit 42 platzieren. Die Single Belstaff erschien am 4. Oktober 2014 und belegte Platz 96 in den deutschen Singlecharts und in Österreich konnten die Single sich mit 50 platzieren.

### United (WM Song)
Die Single United von Prince Kay One, Patrick Miller und Swamijee produziert erschien am 12. Juni 2014. Das Lied landete auf Platz 14 in Deutschland und Platz 19 in der Schweiz, den höchsten New-Entry in den offiziellen Single-Charts hin.
In Österreich konnten sie sich mit 33 platzieren.

## Diskografie
Swamijee als Produzent in den Singlecharts

| Jahr | Titel Interpretation                           | Höchstplatzierung, Gesamtwochen, AuszeichnungChartplatzierungen (Jahr, Titel, Interpretation, Platzierungen, Wochen, Auszeichnungen, Anmerkungen) | Höchstplatzierung, Gesamtwochen, AuszeichnungChartplatzierungen (Jahr, Titel, Interpretation, Platzierungen, Wochen, Auszeichnungen, Anmerkungen) | Höchstplatzierung, Gesamtwochen, AuszeichnungChartplatzierungen (Jahr, Titel, Interpretation, Platzierungen, Wochen, Auszeichnungen, Anmerkungen) | Anmerkungen                              |
| Jahr | Titel Interpretation                           | DE | AT | CH | Anmerkungen                              |
| ---- | ---------------------------------------------- | --- | --- | --- | ---------------------------------------- |
| 2013 | Belstaff Kay One feat. Kns Tha Engineer        | DE96 (1 Wo.)DE | AT50 (2 Wo.)AT | — | Erstveröffentlichung: 4. Oktober 2013    |
| 2013 | Keep Calm (Fuck U) Kay One feat. Emory         | DE11 (15 Wo.)DE | AT15 (12 Wo.)AT | CH30 (1 Wo.)CH | Erstveröffentlichung: 18. Oktober 2013   |
| 2013 | Ich hass es dich zu lieben Kay One feat. Emory | DE52 (6 Wo.)DE | — | — | Erstveröffentlichung: 25. Oktober 2013   |
| 2014 | United Kay One & Patrick Miller                | DE14 (1 Wo.)DE | AT33 (1 Wo.)AT | CH19 (1 Wo.)CH | Erstveröffentlichung: 13. Juni 2014      |
| 2014 | Beautiful Kay One feat. Victoria Swarovski     | DE36 (2 Wo.)DE | AT42 (1 Wo.)AT | CH64 (1 Wo.)CH | Erstveröffentlichung: 26. September 2014 |